# Liste von 3D-Filmen der 2020er Jahre
Die Liste von 3D-Filmen der 2020er Jahre gibt einen Überblick über die weltweite 3D-Filmproduktion der 2020er Jahre. Nach der Boomphase (siehe Liste von 3D-Filmen (2009–2019)) ging die Produktion in den 2020ern merklich zurück.

## Übersicht
| Jahr | Titel                                                 | Regie                                    | Produktionsland     | Länge   | 3D-Verfahren           | Anmerkungen/Ref.                    |
| ---- | ----------------------------------------------------- | ---------------------------------------- | ------------------- | ------- | ---------------------- | ----------------------------------- |
| 2020 | Tanhaji                                               | Om Raut                                  | Indien              | 135 min | Redcode RAW            |                                     |
| 2020 | Die fantastische Reise des Dr. Dolittle               | Stephen Gaghan                           | USA                 | 101 min | Stereo D               | auch als IMAX 3D                    |
| 2020 | Onward: Keine halben Sachen                           | Dan Scanlon                              | USA                 | 102 min | Digital 3D             |                                     |
| 2020 | Trolls World Tour                                     | Walt Dohrn                               | USA                 | 91 min  | Digital 3D             |                                     |
| 2020 | Bigfoot Junior – Ein tierisch verrückter Familientrip | Ben Stassen, Jimmy Degruson              | Belgien, Frankreich | 90 min  | Digital 3D             |                                     |
| 2020 | Wächter der Galaxis                                   | Dzhanik Fayziev                          | Russland            | 118 min |                        | auch als IMAX 3D                    |
| 2020 | Mulan                                                 | Niki Caro                                | USA                 | 115 min | DNEG                   | auch als IMAX 3D                    |
| 2020 | Space Dogs: Tropical Adventure                        | Inna Evlannikova                         | Russland            | 80 min  | Digital 3D             |                                     |
| 2020 | Jiang Ziya                                            | Teng Cheng, Li Wei                       | China               | 110 min | Digital 3D             | auch als IMAX 3D                    |
| 2020 | Drachenreiter                                         | Tomer Eshed                              | Deutschland         | 91 min  | Digital 3D             |                                     |
| 2020 | Magic Arch                                            | Vasiliy Rovenskiy                        | Russland            | 84 min  | Digital 3D             |                                     |
| 2020 | Stand by Me Doraemon 2                                | Ryuichi Yagi, Takashi Yamazaki           | Japan               | 96 min  | Digital 3D             |                                     |
| 2020 | Die Croods – Alles auf Anfang                         | Joel Crawford                            | USA                 | 95 min  | Digital 3D             | auch als IMAX 3D                    |
| 2020 | Monster Hunter                                        | Paul W. S. Anderson                      | USA                 | 103 min | Stereo D               | auch als IMAX 3D                    |
| 2020 | Wonder Woman 1984                                     | Patty Jenkins                            | USA                 | 151 min | DNEG                   | auch als IMAX 3D                    |
| 2020 | Soul                                                  | Pete Docter                              | USA                 | 100 min | Digital 3D             | auch als IMAX 3D                    |
| 2021 | Die Biene Maja – Das geheime Königreich               | Noel Cleary                              | Australien          | 88 min  | Digital 3D             |                                     |
| 2021 | Der Wunschdrache                                      | Chris Appelhans                          | USA, China          | 98 min  | Digital 3D             | auch als IMAX 3D                    |
| 2021 | Die Flummel                                           | David Silverman                          | Kanada, USA, China  | 84 min  | Digital 3D             |                                     |
| 2021 | New Gods: Nezha Reborn                                | Ji Zhao                                  | China               | 116 min | Filmed in 2D           | auch als IMAX 3D                    |
| 2021 | A Writer’s Odyssey – Wächter der Zeit                 | Yang Lu, Zhuang Jie Qiong                | China               | 130 min | Filmed in 3D           | auch als IMAX 3D                    |
| 2021 | Boonie Bears: Ein tierisches Abenteuer                | Leon Ding                                | China               | 99 min  | Digital 3D             |                                     |
| 2021 | Ainbo – Hüterin des Amazonas                          | Richard Claus, Jose Zelada               | Niederlande, Peru   | 89 min  | Digital 3D             |                                     |
| 2021 | Raya und der letzte Drache                            | Don Hall, Carlos López Estrada           | USA                 | 107 min | Digital 3D             |                                     |
| 2021 | Godzilla vs. Kong                                     | Adam Wingard                             | USA                 | 113 min | DNEG                   | auch als IMAX 3D                    |
| 2021 | Luca                                                  | Enrico Casarosa                          | USA                 | 95 min  | Digital 3D             | auch als IMAX 3D                    |
| 2021 | Fast & Furious 9                                      | Justin Lin                               | USA                 | 145     | DNEG                   | auch als IMAX 3D                    |
| 2021 | Boss Baby – Schluss mit Kindergarten                  | Tom McGrath                              | USA                 | 107 min | Digital 3D             |                                     |
| 2021 | Black Widow                                           | Cate Shortland                           | USA                 | 134 min | Stereo D und Legend3D  | auch als IMAX 3D                    |
| 2021 | Jungle Cruise                                         | Jaume Collet-Serra                       | USA                 | 127 min | DNEG                   | auch als IMAX 3D                    |
| 2021 | Free Guy                                              | Shawn Levy                               | USA                 | 115 min | Stereo D               | auch als IMAX 3D                    |
| 2021 | Bellbottom                                            | Ranjit Tewari                            | Indien              | 123 min | Prime Focus            |                                     |
| 2021 | Shang-Chi and the Legend of the Ten Rings             | Destin Daniel Cretton                    | USA                 | 132 min | Stereo D und Legend 3D | auch als IMAX 3D                    |
| 2021 | Venom: Let There Be Carnage                           | Andy Serkis                              | USA                 | 97 min  | DNEG                   | auch als IMAX 3D                    |
| 2021 | Die Addams Family 2                                   | Greg Tiernan                             | USA                 | 93 min  | DNEG                   |                                     |
| 2021 | James Bond 007: Keine Zeit zu sterben                 | Cary Joji Fukunaga                       | UK, USA             | 163 min | DNEG                   | auch als IMAX 3D                    |
| 2021 | Turandot                                              | Xiaolong Zheng                           | China               | 111 min |                        |                                     |
| 2021 | Ron läuft schief                                      | Sarah Smith, Jean-Philippe Vine          | USA                 | 106 min | DNEG                   |                                     |
| 2021 | Dune                                                  | Denis Villeneuve                         | USA                 | 156 min | DNEG                   | auch als IMAX 3D                    |
| 2021 | Happy Family 2                                        | Holger Tappe                             | UK, Deutschland     | 103 min |                        |                                     |
| 2021 | Eternals                                              | Chloé Zhao                               | USA                 | 157 min | Stereo D und Legend3D  | auch als IMAX 3D                    |
| 2021 | Spider-Man: No Way Home                               | Jon Watts                                | USA                 | 149 min | Filmed in 2D           |                                     |
| 2021 | 83                                                    | Kabir Khan                               | Indien              | 161 min |                        |                                     |
| 2022 | Ireland                                               | Greg MacGillivray                        | UK                  | 40 min  | DNEG                   | [ 2 ]                               |
| 2022 | Hühnerhase und der Hamster der Finsternis             | Benjamin Mousquet, Ben Stassen           | Belgien, Frankreich | 91 min  |                        |                                     |
| 2022 | RRR                                                   | S. S. Rajamouli                          | Indien              | 187 min |                        |                                     |
| 2022 | Doctor Strange in the Multiverse of Madness           | Sam Raimi                                | USA                 | 126 min | Stereo D               | auch als IMAX 3D                    |
| 2022 | Secrets of the Sea                                    | Howard Hall, Michele Hall, Jonathan Bird | USA                 | 40 min  | DNEG                   | [ 3 ]                               |
| 2022 | Jurassic World: Ein neues Zeitalter                   | Colin Trevorrow                          | USA                 | 146 min | DNEG                   | auch als IMAX 3D                    |
| 2022 | Lightyear                                             | Angus MacLane                            | USA                 | 100 min | Digital 3D             |                                     |
| 2022 | Thor: Love and Thunder                                | Taika Waititi                            | USA                 | 119 min | Stereo D               | auch als IMAX 3D                    |
| 2022 | VR (Vikrant Rona)                                     | Anup Bhandari                            | Indien              | 167 min | RAYS 3D                |                                     |
| 2022 | Der weiße Hai                                         | Steven Spielberg                         | USA                 | 124 min | SDFX Studios           | 3D-Konvertierung des Films von 1975 |
| 2022 | Brahmāstra Part One: Shiva                            | Ayan Mukerji                             | Indien              | 167 min | DNEG                   |                                     |
| 2022 | Black Panther: Wakanda Forever                        | Ryan Coogler                             | USA                 | 161 min | SDFX Studios           | auch als IMAX 3D                    |
| 2022 | Strange World                                         | Don Hall                                 | USA                 | 102 min | Digital 3D             |                                     |
| 2022 | Avatar: The Way of Water                              | James Cameron                            | USA                 | 192 min | Fusion Camera System   | auch als IMAX 3D                    |
| 2022 | Der gestiefelte Kater: Der letzte Wunsch              | Joel Crawford                            | USA                 | 102 min | SDFX Studios           |                                     |
| 2023 | Ant-Man and the Wasp: Quantumania                     | Peyton Reed                              | USA                 | 124 min | SDFX Studios           | auch als IMAX 3D                    |
| 2023 | Scream VI                                             | Matt Battinelli-Olpin, Tyler Gillett     | USA                 | 123 min | DNEG                   | [ 4 ]                               |
| 2023 | Der Super Mario Bros. Film                            | Aaron Horvath, Michael Jelenic           | USA                 | 92 min  | Digital 3D             |                                     |
| 2023 | Guardians of the Galaxy Vol. 3                        | James Gunn                               | USA                 | 149 min | SDFX Studios           | auch als IMAX 3D                    |
| 2023 | Fast & Furious 10                                     | Louis Leterrier                          | USA                 | 141 min | DNEG                   | auch als IMAX 3D                    |
| 2023 | Arielle, die Meerjungfrau                             | Rob Marshall                             | USA                 | 135 min | DNEG                   | auch als IMAX 3D                    |
| 2023 | Transformers: Aufstieg der Bestien                    | Steven Caple Jr.                         | USA                 | 117 min | DNEG                   | [ 7 ]                               |
| 2023 | Elemental                                             | Peter Sohn                               | USA                 | 110 min | Digital 3D             |                                     |
| 2023 | Teenage Mutant Ninja Turtles: Mutant Mayhem           | Jeff Rowe, Kyler Spears                  | USA                 | 100 min | SDFX Studios           |                                     |
| 2023 | Meg 2: Die Tiefe                                      | Ben Wheatley                             | USA                 | 116 min | DNEG                   | [ 8 ]                               |
| 2023 | The Marvels                                           | Nia DaCosta                              | USA                 | 103 min |                        |                                     |
| 2023 | Trolls – Gemeinsam stark                              | Walt Dohrn, Tim Heitz                    | USA                 | 91 min  | SDFX Studios           |                                     |
| 2023 | Wish                                                  | Chris Buck, Fawn Veerasunthorn           | USA                 | 92 min  | Digital 3D             |                                     |
| 2024 | Twisters                                              | Lee Isaac Chung                          | USA                 | TBA     | DNEG                   | auch als IMAX 3D                    |
| 2025 | Captain America: Brave New World                      | Julius Onah                              | USA                 |         |                        |                                     |
| 2025 | The Fantastic Four: First Steps                       | Matt Shakeman                            | USA                 |         |                        |                                     |
| 2025 | Avatar: Fire and Ash                                  | James Cameron                            | USA                 |         |                        |                                     |